# Пунгве
Пунгве (порт. Rio Púnguè) — река в Зимбабве и в Мозамбике.
Истоки реки Пунгве находятся на склонах горы Иньянгани, самой высокой в Зимбабве, в провинции Маникаленд, на территории национального парка Ньянга, и далее течёт на восток, через мозамбикские провинции Маника и Софала. Длина Пунгве равна 400 километрам, из которых 340 приходится на территорию Мозамбика. Бассейн реки составляет 31 тысячу км²; 5 % этой площади находится в Зимбабве, остальные 95 % — в Мозамбике.
Река знаменита своими водопадами Мтарази, высотой в 760 метров (6-е по высоте падения воды на планете). Пунгве пересекает государственную границу между двумя странами в районе обширных чайных плантаций и далее течёт по равнине, разделившись на несколько рукавов. Рукава эти вновь соединяются приблизительно в 100 километрах от места впадения Пунгве в Индийский океан. Устье реки находится близ города Бейра. Снабжение Бейры питьевой водой целиком зависит от запасов реки Пунгве.
С 2005 года в бассейне Пунгве специальная комиссия ООН осуществляет план по изучению изменений климата в регионе.